# Brenno Martignoni Polti
Brenno Martignoni Polti (Bellinzona, 12 aprile 1962) è un politico svizzero.

## Biografia
Nato e cresciuto a Bellinzona, dopo il liceo ha proseguito gli studi all'Università di Zurigo, dove del 1987 si è laureato in diritto, svolgendo in seguito la professione di avvocato e notaio.
Dal 1988 al 1990 è stato vice-cancelliere e, a 26 anni, cancelliere del Tribunale di appello della Repubblica e Cantone del Ticino. In seguito ricopre le cariche di segretario della Commissione speciale per la Riforma del Ministero pubblico della Repubblica e Cantone Ticino (1990–1991), cancelliere redattore esterno della Commissione federale di ricorso in materia AVS e AI per le persone residenti all’estero (1992–1995) e presidente (giudice) dell’Ufficio di conciliazione in materia di locazione a Bellinzona (1996–2005).
Nel 1988 entra a far parte nel consiglio comunale della città di Bellinzona per il PLR, incarico che ricopre fino al 2000, anno in cui viene eletto municipale a capo del dicastero di Cultura, turismo e economia pubblica. Durante il suo mandato, tra l'altro, si oppone alla vendita delle municipalizzate e promuove (vincendolo) un referendum in materia tra i cittadini e ottiene l'iscrizione dei castelli di Bellinzona tra i siti patrimonio dell'umanità UNESCO.
Nel 2004 è stato eletto sindaco della città di Bellinzona per il PLR, superando in ballottaggio il compagno di partito Bixio Caprara per 25 schede, analogamente nel 2008 viene rieletto sindaco superando lo stesso Caprara in ballottaggio una seconda volta, carica ricoperta fino al 2012, a capo della formazione "Il Noce", da lui fondata e presieduta. Sotto la sua sindacatura viene insediato a Bellinzona il nuovo Tribunale penale federale e si consegue la pedonalizzazione del centro storico (previo referendum) nel 2007.
Nel 2007 è deputato per "Il Noce" al Gran Consiglio della Repubblica e Cantone Ticino, carica che ricopre fino al 2011. 
Conclusa la carriera politica, nel 2015 diventa giudice civile e penale supplente al Tribunale di appello del Canton Ticino. Rieletto il 7 maggio 2018 per un ulteriore periodo decennale, vi ha rinunciato volontariamente il 31 ottobre 2019.
Dal 2024 è presidente dell'Associazione Calcio Bellinzona.